# Guerra gildónica
La guerra gildónica (lat.: Bellum Gildonicum) fue una guerra civil ocurrida en el Imperio romano de Occidente entre los años 397 y 398 que enfrentó a Gildo —quien estaba al mando del ejército romano estacionado en la diócesis de África—  y al gobierno imperial de Honorio.

## Antecedentes
Gildo era un líder tribal mauro que había combatido junto a Flavio Teodosio entre 373 y 375 para sofocar la rebelión de su propio hermano Firmo. Fue favorecido por su lealtad y en 386 alcanzó el puesto de comes Africae con mayores atribuciones de las habituales a este cargo ya que se le dio el mando de todo el ejército estacionado en la diócesis y se le designó magister utriusque militiae per Africam. Gildo aprovechó el puesto para enriquecerse de manera desmesurada y se ganó la enemistad de parte de la población.
Cuando se produjo la usurpación de Eugenio mantuvo una posición neutral entre este y Teodosio I durante la guerra civil que les enfrentó y desatendió la petición de ayuda del último. Esto hizo que cuando Teodosió I venció al usurpador en 394, Gildo temiese ser represaliado por su actitud aunque el emperador falleció a los pocos meses sin tomar medidas contra él. Tampoco Estilicón —a quién Teodosio había nombrado tutor de su hijo Honorio— hizo nada ya que su atención se dirigió a reclamar la tutoría sobre Arcadio y que las diócesis de Dacia y Macedonia fuesen incluidas dentro del Imperio occidental.
Las pretensiones de Estilicón llevaron a un empeoramiento de las relaciones entre los imperios occidental y oriental ya que la corte del último se opuso a ellas. Así, cuando el ejército occidental se encontraba en las disputadas diócesis luchando contra los godos, Eutropio —el hombre fuerte de la corte de Constantinopla— animó a Gildo a rebelarse contra el gobierno occidental.

## Estallido
Gildo no dudó en aprovechar la coyuntura favorable y en el verano de 397, mientras Estilicón y el ejército italiano se encontraban en los Balcanes, independizó las provincias africanas con la justificación de que las ponía bajo la autoridad de Arcadio.
El general regresó rápidamente a Italia con el ejército y preparó la respuesta del gobierno occidental. Debido a que una guerra contra Gildo podría ser muy impopular porque llevaría aparejada el corte en el suministro de cereales a Roma, Estilicón consiguió que el senado lo declarase hostis publicus (enemigo público) y obtuvo, así, una cobertura política para la campaña que se tendría que emprender.

## Los ejércitos enfrentados
El despliegue militar imperial en África tenía una característica que lo diferenciaba del resto porque buena parte de las tropas fronterizas estaban formadas por limes, milicias de tribus locales a las que se les concedían tierras a cambio de defender las fronteras bajo mando de oficiales romanos. Cuando Flavio Teodosio tuvo que sofocar la rebelión del líder mauro Firmo, tardó tres años, entre 372 y 375, para acabar con él y necesitó la ayuda de jefes tribales como Gildo. Como general al cargo de todas las tropas estacionadas en la diócesis, Gildo controlaba tanto a los comitatenses como a los limitanei estacionados en las fronteras de tal manera que las fuentes clásicas hablan de 70 000 efectivos de los que buena parte serían unidades de los indicados limes.
Por la parte imperial, se vio aconsejable que la primera respuesta fuese dirigida por un líder tribal fiel al gobierno imperial, con buen conocimiento del terreno y relaciones personales con los demás jefes. El elegido fue Mascezel, a la sazón hermano de Gildo, quien había tenido que huir de África y a cuyos hijos este había asesinado. Durante el invierno de 398 se organizó un ejército con cerca de 10 000 soldados formados, mayormente, por auxilia palatina —las fuerzas de élite— y una flota de barcos para transportarlo.

## Desarrollo
La estrategia imperial consistió en enviar una primera fuerza al mando de Mascezel y que este hiciese cambiar de bando al mayor número de milicias tribales de tal manera que los ejércitos se equilibrasen. Si esto no era posible, un ejército mayor se desplazaría desde Italia al mando del propio Estilicón.
La flota romana partió de los puertos de Etruria en primavera y se dirigió hacia África. Evitaron la costa de Cartago y arribaron en la de la provincia de Bizacena. Mascezel se puso pronto manos a la obra para contactar con los líderes tribales y convencerlos para que abandonasen a Gildo. Tuvo gran éxito en su labor y se preparó para enfrentarse al rebelde con la confianza de que buena parte de sus tropas indígenas le abandonarían en la batalla. Mientras tanto, el rebelde no recibió ninguna ayuda desde la corte de Constantinopla y los soldados romanos de su ejército comenzaron a dudar del éxito de la rebelión de tal manera que la popularidad de Gildo, entre ellos, se hundió.
El encuentro entre ambos ejércitos tuvo lugar el 31 de julio de 398 junto al río Ardalio (hoy denominado Hatab), entre las ciudades de Theveste y Ammaedara. Al poco de comenzar la batalla, buena parte de las tropas indígenas abandonaron a Gildo y las romanas no mostraron interés en luchar. El rebelde, ante la situación que se le presentaba, decidió huir antes de que fuese demasiado tarde. Consiguió llegar a la costa y embarcar hacia oriente para buscar la protección del gobierno de Constantinopla. Sin embargo, los vientos le fueron desfavorables y devolvieron su barco a la bahía de Tabarka donde la población, que ya sabía del fracaso de su rebelión, le apresó deseosa de congraciarse con el gobierno imperial. Encerrado en una mazmorra, Gildo prefirió suicidarse antes de caer en las manos de Mascezel.

## Consecuencias y acontecimientos posteriores
Mascezel regresó con sus tropas a Italia y allí fue reconocido por su triunfo aunque murió al poco tras caer de su caballo mientras cruzaba un río junto a Estilicón, parece ser que, empujado por un guardaespaldas del general.
Como sucesor de Gildo al mando de las tropas africanas se nombró a Flavio Gaudencio. El gobierno Imperial también envió a Jovio como comisionado especial y entre ambos purgaron y reconstruyeron la Administración romana en la diócesis.